# Morti nel 42 a.C.
| Questa pagina contiene informazioni ricavate automaticamente dalle voci biografiche con l'ausilio del template Bio e di un bot. L'aggiornamento è periodico e automatico e ricostruisce completamente la pagina. Se manca una persona in questa lista, sei pregato di non aggiungerla, ma accertati piuttosto che la sua voce biografica contenga il template Bio e che i dati anagrafici siano correttamente compilati. Se il template Bio manca, inseriscilo tu stesso o, in alternativa, metti l'avviso {{tmp\|Bio}} che ne segnala la mancanza. Se i dati riportati sono sbagliati, correggi direttamente la voce biografica; le modifiche saranno visibili in questa lista entro pochi giorni. Per chiarimenti vedi il progetto biografie. La lista contiene solo le 10 persone che sono citate nell'enciclopedia e per le quali è stato implementato correttamente il template Bio. Pagina aggiornata al 10 feb 2025. |

- 3 ottobre - Gaio Cassio Longino, politico romano
- 23 ottobre - Marco Giunio Bruto, politico, oratore e filosofo romano
- Gaio Antonio, politico romano (n. 82 a.C.)
- Marco Porcio Catone, politico romano
- Marco Livio Druso Claudiano, politico romano
- Pacuvio Antistio Labeone, giurista e politico romano
- Quinto Ortensio Ortalo, politico romano
- Porzia, nobildonna romana
- Publio Servilio Casca, romano
- Lucio Tillio Cimbro, politico romano